# Viriville
Viriville este o comună în departamentul Isère din sud-estul Franței. În 2009 avea o populație de 1.458 de locuitori.

## Evoluția populației
| An        | 1975  | 1982  | 1990  | 1999  | 2006  | 2009  |
| --------- | ----- | ----- | ----- | ----- | ----- | ----- |
| Populație | 1.171 | 1.167 | 1.225 | 1.207 | 1.291 | 1.458 |